# Semiothisa aequiferaria
Semiothisa aequiferaria är en fjärilsart som beskrevs av Walker 1861. Semiothisa aequiferaria ingår i släktet Semiothisa och familjen mätare. Inga underarter finns listade i Catalogue of Life.